# Annie del Klondike
Annie del Klondike (Klondike Annie) è un film drammatico in bianco e nero del 1936 con Mae West e Victor McLaglen diretto da Raoul Walsh. Il film è stato co-sceneggiato dalla West dalla sua commedia Frisco Kate, che aveva scritto nel 1921 e da una storia scritta dal duo Marion Morgan e George Brendan Dowell.

## Trama
Rose Carlton, detta "La bambola di Frisco", uccide per legittima difesa Chan Lo, losco proprietario del locale dove lei si esibisce come cantante. Ricercata per omicidio, Rose fugge alla volta di Nome, in Alaska, a bordo di un piroscafo dove incontra la missionaria Annie Alden. La suora è in viaggio per salvare una missione finanziariamente in difficoltà a Nome, ma muore durante la traversata. Rose assume l'identità di suor Annie per evitare l'arresto, vestendola da prostituta in una scena poi cancellata dalla censura.
Rose decide di mantenere la promessa di Suor Annie di salvare la missione e raccoglie i soldi combinando sermoni e canzoni sconvolgenti con l'intelligenza della strada. Ha una storia d'amore sia con un giovane e attraente sceriffo, sia con il capitano della nave, lo spavaldo Bull Brackett. Rose alla fine decide di costituirsi per dimostrare la sua innocenza, in quanto l'omicidio di Chan Lo scaturì da legittima difesa.

## Produzione
La produzione iniziò il 16 settembre 1935 e si concluse nel dicembre dello stesso anno. Annie del Klondike venne proiettato il 21 febbraio 1936 e la produzione costò 1.000.000 di dollari.

### Censura
Come al solito con i film della West, le scene vennero eliminate per rendere il film presentabile nella maggior parte dei mercati. Vennero cancellati otto minuti di film. Il filmato eliminato è andato presumibilmente perso. In questo filmato c'era la scena in cui La bambola Frisco pugnala Chan Lo. L'altra scena perduta è quando la bambola Frisco cambiò identità assumendo il nome di suor Annie e vestì la stessa come una prostituta.
Lo Stato della Georgia giunse al punto di vietare definitivamente la proiezione di questo film.
Il film causò una spaccatura tra la West e William Randolph Hearst, che decise di non stampare mai il nome della West su nessuno dei suoi giornali. Il motivo addotto era il materiale audace del film e il personaggio sessuale della West in un ambiente religioso. Questo può sembrare ipocrita a causa della sua relazione extraconiugale con l'attrice Marion Davies. La West avrebbe detto: "Potrei aver invitato la censura a Hollywood, ma ho anche salvato l'industria e la Paramount".

## Colonna sonora
Le canzoni vennero composte da Gene Austin, che apparve anche nel film.

## Accoglienza
Scrivendo per The Spectator nel 1936, Graham Greene diede una buona recensione al film, dichiarando che "Ho pensato che l'intero film fosse divertente, più divertente di qualsiasi altro di Miss West dal superbo pezzo d'epoca, She Done Him Wrong ". Riconoscendo il suo punto di vista come un'opinione di minoranza, Greene notò che la sua interpretazione della caratterizzazione occidentale del salvazionismo era un divertimento innocuo e non una satira sulla religione. Greene elogiò anche McLaglen per la sua interpretazione.